# Maple Grove (Minnesota)
Maple Grove ist eine Stadt (mit dem Status „City“) im Hennepin County im US-amerikanischen Bundesstaat Minnesota. Im Jahr 2020 hatte Maple Grove 70.253 Einwohner.

## Geografie
Maple Grove ist im US-Bundesstaat Minnesota nordwestlich von Minneapolis gelegen. Nach den Angaben des United States Census Bureau beträgt die Fläche der Stadt 90,5 Quadratkilometer.

## Geschichte
Das Gebiet des heutigen Maple Grove wurde von den Winnebago-Indianern besiedelt, bis sich im Jahre 1851 Louis Gervais dort niederließ und eine Siedlung aufbaute. Die Siedlung wuchs rasch, sodass Maple Grove zu Beginn der 1860er Jahre eine Kirche, ein Rathaus und eine Schule besaß. Neben der Landwirtschaft waren auch Forst- und Molkereiwirtschaft von Bedeutung.
1880 betrug die Anzahl der Einwohner 1.155, bis 1950 wuchs die Bevölkerungszahl auf 1.778. Erst seit dem Ende des Zweiten Weltkrieges beschleunigte sich das Wachstum der Stadt. Maple Grove entwickelte sich zu einem der beliebtesten Orte in der Region der Twin Cities. Im Jahre 1990 lag die Einwohnerzahl bereits bei 38.800, im Jahre 2005 erreichte sie 60.000 Einwohner und Maple Grove ist damit eine der am schnellsten wachsenden Städte des Bundesstaates. Verschiedene Wirtschaftsunternehmen und Geschäfte siedelten sich in Maple Groove an, darunter mit The Fountains at Arbor Lakes die zweitgrößte Shopping-Mall von Minnesota.

## Demografische Daten
Nach der Volkszählung im Jahr 2010 lebten in Maple Grove 61.567 Menschen in 22.867 Haushalten. Die Bevölkerungsdichte betrug 720,1 Einwohner pro Quadratkilometer. In den 22.867 Haushalten lebten statistisch je 2,69 Personen.
Ethnisch betrachtet setzte sich die Bevölkerung zusammen aus 86,4 Prozent Weißen, 4,2 Prozent Afroamerikanern, 0,3 Prozent amerikanischen Ureinwohnern, 6,2 Prozent Asiaten sowie 0,8 Prozent aus anderen ethnischen Gruppen; 2,2 Prozent stammten von zwei oder mehr Ethnien ab. Unabhängig von der ethnischen Zugehörigkeit waren 2,5 Prozent der Bevölkerung spanischer oder lateinamerikanischer Abstammung.
26,9 Prozent der Bevölkerung waren unter 18 Jahre alt, 65,7 Prozent waren zwischen 18 und 64 und 7,4 Prozent waren 65 Jahre oder älter. 51,2 Prozent der Bevölkerung war weiblich.
Das mittlere jährliche Einkommen eines Haushalts lag bei 94.199 USD. Das Pro-Kopf-Einkommen betrug 41.994 USD. 3,1 Prozent der Einwohner lebten unterhalb der Armutsgrenze.

## Bekannte Bewohner
- Der ehemalige Gouverneur von Minnesota, Jesse Ventura, lebte viele Jahre in Maple Grove, bevor er nach Dellwood umzog.